# Emelina

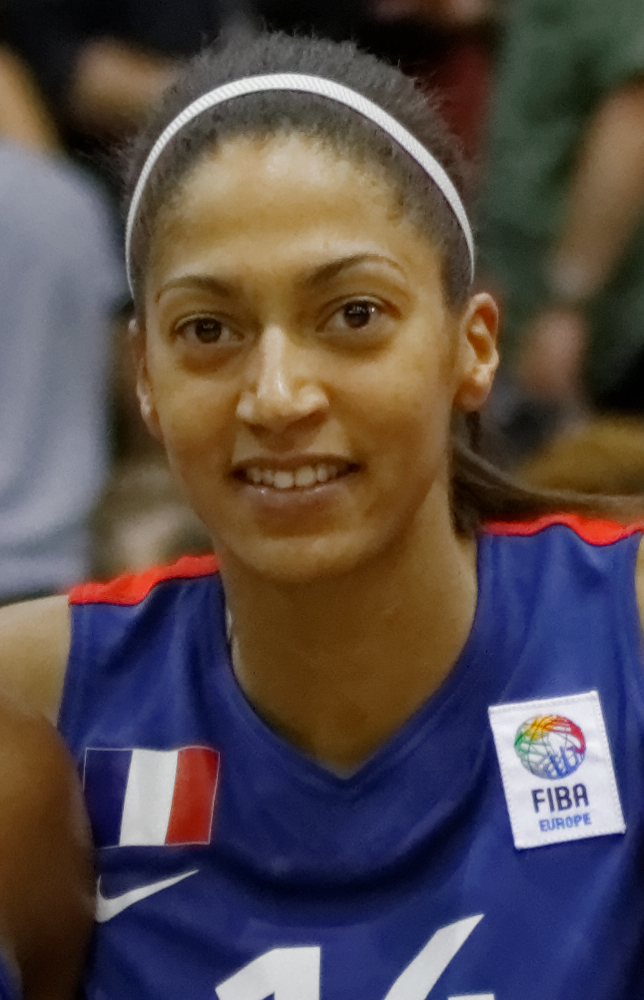
Emmeline Ndongue, 2013.

Emelina eller Emmelina är, liksom varianten Emeline eller Emmeline, en diminutivform av Emelie.
Den 31 december 2014 fanns det totalt 316 kvinnor folkbokförda i Sverige med namnet Emelina eller Emmelina, varav 206 bar det som tilltalsnamn. Motsvarande siffror för Emeline/Emmeline var 171 respektive 119.
Namnsdag: saknas

## Personer med namnet Emelina/Emmelina och Emeline/Emmeline
- Emmeline Ndongue, fransk basketspelare
- Emmeline Pankhurst, brittisk kvinnorättskämpe
- Emelina Lindberg-Filippopoulou, svensk före detta barnskådespelare